# Canotaj la Jocurile Olimpice de vară din 2020 - Patru rame fără cârmaci masculin
Proba masculină de patru rame fără cârmaci de la Jocurile Olimpice de vară din 2020 a avut loc în perioada 24-28 iulie 2021 pe Sea Forest Waterway.

## Program
Orele sunt ora Japoniei (UTC+9) 
| Data                    | Timp | Etapă        |
| ----------------------- | ---- | ------------ |
| Sâmbătă, 24 iulie 2021  | 8:30 | Calificări   |
| Luni, 26 iulie 2021     | 8:30 | Recalificări |
| Miercuri, 28 iulie 2021 | 8:30 | Finalele A/B |

## Rezultate

### Calificări
Primele două echipaje din fiecare cursă s-au calificat în Finala A, celelalte urmând a concura în recalificări.

#### Calificări - cursa 1
| Loc | Culoar | Sportivi                                                           | Țară                       | Timp    | Note |
| --- | ------ | ------------------------------------------------------------------ | -------------------------- | ------- | ---- |
| 1   | 1      | Alexander Purnell, Spencer Turrin, Jack Hargreaves, Alexander Hill | Australia                  | 5:54,27 | C    |
| 2   | 5      | Andrew Reed, Anders Weiss, Michael Grady, Clark Dean               | Statele Unite ale Americii | 5:57,27 | C    |
| 3   | 3      | Jan van der Bij, Boudewijn Röell, Sander de Graaf, Nelson Ritsema  | Olanda                     | 6:00,27 | R    |
| 4   | 2      | Mihăiță Țigănescu, Mugurel Semciuc, Ștefan Berariu, Cosmin Pascari | România                    | 6:03,51 | R    |
| 5   | 4      | Lawrence Brittain, Kyle Schoonbee, John Smith, Sandro Torrente     | Africa de Sud              | 6:25,34 | R    |

#### Calificări - cursa 2
| Loc | Culoar | Țară                                                                     | Timp           | Note    |   |
| --- | ------ | ------------------------------------------------------------------------ | -------------- | ------- | - |
| 1   | 1      | Oliver Cook, Matthew Rossiter, Rory Gibbs, Sholto Carnegie               | Marea Britanie | 5:55,36 | C |
| 2   | 5      | Matteo Castaldo, Bruno Rosetti, Matteo Lodo, Giuseppe Vicino             | Italia         | 5:57,67 | C |
| 3   | 3      | Mateusz Wilangowski, Mikołaj Burda, Marcin Brzeziński, Michał Szpakowski | Polonia        | 6:03,38 | R |
| 4   | 2      | Paul Jaquot, Markus Kessler, Joel Schürch, Andrin Gulich                 | Elveția        | 6:04,09 | R |
| 5   | 4      | Jakub Buczek, Luke Gadsdon, Gavin Stone, Will Crothers                   | Canada         | 6:05,47 | R |

### Recalificări
| Loc | Culoar | Sportivi                                                                 | Țară          | Timp    | Note |
| --- | ------ | ------------------------------------------------------------------------ | ------------- | ------- | ---- |
| 1   | 2      | Mihăiță Țigănescu, Mugurel Semciuc, Ștefan Berariu, Cosmin Pascari       | România       | 6:09,72 | C    |
| 2   | 3      | Jan van der Bij, Boudewijn Röell, Sander de Graaf, Nelson Ritsema        | Olanda        | 6:11,22 | C    |
| 3   | 4      | Mateusz Wilangowski, Mikołaj Burda, Marcin Brzeziński, Michał Szpakowski | Polonia       | 6:12,52 | FB   |
| 4   | 1      | Jakub Buczek, Luke Gadsdon, Gavin Stone, Will Crothers                   | Canada        | 6:15,86 | FB   |
| 5   | 5      | Paul Jaquot, Markus Kessler, Joel Schürch, Andrin Gulich                 | Elveția       | 6:27,80 | FB   |
| 6   | 6      | Lawrence Brittain, Kyle Schoonbee, John Smith, Sandro Torrente           | Africa de Sud | 6:30,34 | FB   |

### Finale

#### Finala B
| Loc | Culoar | Sportivi                                                                 | Țară          | Timp    | Note |
| --- | ------ | ------------------------------------------------------------------------ | ------------- | ------- | ---- |
| 7   | 2      | Mateusz Wilangowski, Mikołaj Burda, Marcin Brzeziński, Michał Szpakowski | Polonia       | 5:57,17 |      |
| 8   | 3      | Jakub Buczek, Luke Gadsdon, Gavin Stone, Will Crothers                   | Canada        | 5:58,29 |      |
| 9   | 1      | Paul Jaquot, Markus Kessler, Joel Schürch, Andrin Gulich                 | Elveția       | 6:02,32 |      |
| 10  | 4      | Lawrence Brittain, Kyle Schoonbee, John Smith, Sandro Torrente           | Africa de Sud | 6:09,85 |      |

#### Finala A
| Loc | Culoar | Sportivi                                                           | Țară                       | Timp    | Note |
| --- | ------ | ------------------------------------------------------------------ | -------------------------- | ------- | ---- |
| 1   | 3      | Alexander Purnell, Spencer Turrin, Jack Hargreaves, Alexander Hill | Australia                  | 5:42,76 |      |
| 2   | 1      | Mihăiță Țigănescu, Mugurel Semciuc, Ștefan Berariu, Cosmin Pascari | România                    | 5:43,13 |      |
| 3   | 5      | Matteo Castaldo, Marco Di Costanzo, Matteo Lodo, Giuseppe Vicino   | Italia                     | 5:43,60 |      |
| 4   | 4      | Oliver Cook, Matthew Rossiter, Rory Gibbs, Sholto Carnegie         | Marea Britanie             | 5:45,78 |      |
| 5   | 2      | Andrew Reed, Anders Weiss, Michael Grady, Clark Dean               | Statele Unite ale Americii | 5:48,85 |      |
| 6   | 6      | Jan van der Bij, Boudewijn Röell, Sander de Graaf, Nelson Ritsema  | Olanda                     | 5:50,81 |      |